# F-15,599
F-15,599, также известный как NLX-101 — это весьма высокопотентный и высокоселективный агонист 5-HT1A-рецепторов. Он также проявляет так называемую «функциональную селективность» (известную также как «девиантный (необычный) агонизм») — он сильно активирует 5-HT1A-рецепторы в постсинаптической префронтальной коре, в то же время имея минимальное действие на пресинаптические соматодендритные ауторегуляторные 5-HT1A-рецепторы в ядрах шва. Как следствие, он обозначается как преференциальный агонист постсинаптических 5-HT1A-рецепторов и исследуется как потенциальный новый антидепрессант.
В тестах когнитивной функции у грызунов, F-15,599 уменьшал нарушения памяти, вызываемые антагонистом NMDA-рецепторов фенциклидином, что заставляет предполагать, что он может улучшать когнитивные функции при таких расстройствах, как шизофрения.
Последующее изучение препарата показало, что он способен уменьшать нарушения дыхания и приступы апноэ у мышей с мутацией гена MeCP2. Нарушение функционирования ортологичного гена MeCP2 у человека лежит в основе так называемого синдрома Ретта, редкой нейродегенеративной орфанной болезни.
Препарат F-15,599 был открыт французской фармацевтической компанией Pierre Fabre Médicament. В сентябре 2013 эта фирма продала права на F-15,599 калифорнийской компании Neurolixis. Компания Neurolixis заявила, что собирается перепозиционировать препарат F-15,599 для лечения синдрома Ретта. Ей удалось получить для этого препарата статус орфанного лекарства для лечения синдрома Ретта как от FDA, так и от ЕС.